# Baru Lubuk Mengkuang
Baru Lubuk Mengkuang is een bestuurslaag in het regentschap Bungo van de provincie Jambi, Indonesië. Baru Lubuk Mengkuang telt 414 inwoners (volkstelling 2010).